# Primi ministri dello Stato Pontificio
Questa è una lista dei primi ministri dello Stato Pontificio. Ufficialmente, il primo ministro fu riconosciuto come Ministro dell'Interno, poiché il titolo di "capo del governo" era riservato al Cardinale Segretario di Stato. L'ufficio fu creato con la concessione dello Statuto dello Stato Pontificio tra il 1848 e il 1850, quando Papa Pio IX declamò lo Statuto dopo la caduta della Repubblica Romana nel 1849.

## Serie dei Primi ministri (1847–1849)
Classe sociale
     Clero
     Laici
| Ritratto | Ritratto | Nome (Nascita-Morte)                            | Inizio            | Fine              | Provenienza      | Papa (Regno)       |
| -------- | -------- | ----------------------------------------------- | ----------------- | ----------------- | ---------------- | ------------------ |
|          |          | Cardinale Gabriele Ferretti (1795–1860)         | 17 luglio 1847    | 21 gennaio 1848   | Clero            | Pio IX (1846–1878) |
|          |          | Cardinale Giuseppe Bofondi (1795–1867)          | 21 gennaio 1848   | 10 marzo 1848     | Clero            | Pio IX (1846–1878) |
|          |          | Cardinale Giacomo Antonelli (1806–1876)         | 10 marzo 1848     | 4 maggio 1848     | Clero            | Pio IX (1846–1878) |
|          |          | Conte Terenzio Mamiani della Rovere (1799–1885) | 4 maggio 1848     | 6 agosto 1848     | Partito moderato | Pio IX (1846–1878) |
|          |          | Conte Edoardo Fabbri (1778–1853)                | 6 agosto 1848     | 16 settembre 1848 | Partito moderato | Pio IX (1846–1878) |
|          |          | Pellegrino Rossi (1787–1848)                    | 16 settembre 1848 | 15 novembre 1848  | Partito moderato | Pio IX (1846–1878) |
|          |          | Cardinale Carlo Emanuele Muzzarelli (1797–1856) | 20 novembre 1848  | 25 aprile 1849    | Clero            | Pio IX (1846–1878) |